# Baustelle
Baustelle es un grupo italiano de rock alternativo, formado en 1996 en Montepulciano, en la provincia de Siena.

## Historia
Francesco Bianconi y Claudio Brasini empiezan su trayectoria musical tocando la guitarra en el cuarteto The Subterraneans, banda inspirada en el rock de los sesenta. En 1997 bajo la influencia de bandas como Sonic Youth y Smashing Pumpkins, Bianconi decide integrar a Rachele Bastreghi a la banda, y cambiar el nombre a Baustelle, término alemán para señalizar un "lugar en obras" que puede leerse en italiano como la onomatopeya de ladrido "bau" y "stelle" -estrellas- e incluye la palabra francesa "elle" -ella-.

## Miembros
- Francesco Bianconi - Letras, voz, guitarra, sintetizador, órgano Hammond.
- Rachele Bastreghi - Voz, teclado, sintetizador, clavinet, órgano Hammond.
- Claudio Brasini - Guitarra.

### Miembros pasados
- Fabrizio Massara - Teclados, masterización.
- Claudio Chiari - Batería, percusiones.

## Discografía
- 2000 Sussidiario illustrato della giovinezza (Baracca & Burati)
- 2003 La moda del lento (Mimo)
- 2005 La malavita (Atlantic)
- 2008 Amen (Atlantic)
- 2010 I Mistici Dell' Occidente (Atlantic)
- 2013 Fantasma (Atlantic)
- 2017 L'amore e la violenza (Warner Music Italy)
- 2018 L'amore e la violenza - Vol. 2(Warner Music Italy)

### Singles
- 2001 Le vacanze dell'83
- 2003 Love affair
- 2004 Arriva Lo Ye Ye (Mimo)
- 2005 La Guerra E Finita (Atlantic)
- 2006 Un romantico a Milano
- 2008 Charlie fa surf
- 2008 Colombo
- 2008 Baudelaire (Atlantic)
- 2009 Piangi Roma (feat. Valeria Golino)
- 2010 Gli spietati
- 2010 Gomma (versione 2010)
- 2010 Sussidario Illustrato della Giovinezza (IL Musichiere)
- 2012 La morte (non esiste più)
- 2013 Nessuno
- 2013 Monumentale
- 2016 Lili Marleen
- 2016 Amanda Lear
- 2017 Il Vangelo di Giovanni
- 2017 Betty
- 2018 Veronica, n.2
- 2018 Jesse James e Billy Kid

### En Vivo
- 2015 Roma Live!